# Хваловиці (Нижньосілезьке воєводство)
Хваловиці (пол. Chwałowice, нім. Quallwitz) — село в Польщі, у гміні Єльч-Лясковиці Олавського повіту Нижньосілезького воєводства.
Населення — 473 особи (2011).
У 1975-1998 роках село належало до Вроцлавського воєводства.

## Демографія
Демографічна структура станом на 31 березня 2011 року:
|          | Загалом | Допрацездатний вік | Працездатний вік | Постпрацездатний вік |
| -------- | ------- | ------------------ | ---------------- | -------------------- |
| Чоловіки | 244     | 54                 | 169              | 21                   |
| Жінки    | 229     | 37                 | 152              | 40                   |
| Разом    | 473     | 91                 | 321              | 61                   |